# La Fille de la nuit (Jack London)
La Fille de la nuit (The Night Born) est un recueil de nouvelles de Jack London paru en 1912.

## Historique
La plupart des nouvelles ont fait l'objet d'une publication antérieure dans des périodiques avant octobre 1912.

## Les nouvelles
L'édition de  The Century Co d'octobre 1912 comprend dix nouvelles:
- L'Enfant de la nuit (The Night-Born)
- La Folie de John Harned (The Madness of John Harned)
- Quand le monde était jeune (When the World Was Young)
- Le Bénéfice du doute (The Benefit of the Doubt)
- Chantage ailé (Winged Blackmail)
- Deux poings solides (Bunches of Knuckles)
- Un petit soldat (War)
- Sous les auvents du pont (Under the Deck Awnings)
- Tuer un homme (To Kill a Man)
- Pour la révolution mexicaine (The Mexican)

## Éditions

### Éditions en anglais
- The Night Born, un volume chez The Century Co, New York, octobre 1912.

### Traductions en français
- Née la nuit, traduction probablement intégrale du recueil par Louis Postif vers 1935-36, non parue en volume.

## Source
- http://www.jack-london.fr/bibliographie